# Salto Nuevo Fútbol Club
El Salto Nuevo Fútbol Club es un club de fútbol uruguayo de la ciudad de Salto. Fue fundado en 1943 

## Historia
El 18 de mayo de 1943, en la zona de San Martín, en el Barrio Salto Nuevo, de Salto, nació la institución, como parte del furor que causaba en los jóvenes el auge del fútbol en ese gran barrio ubicado al sur. Originalmente se llamó Salto Sur, pero, en corto tiempo, se cambió al de Patulé (nombre de una calle del barrio), para luego sí pasar a llamarse hasta la actualidad Salto Nuevo, adoptando también el mote de Albiverde, para diferenciarse de otros equipos existentes. Adoptó los colores blanco y verde, que eran los que identificaban al tranvía del barrio.
El Salto Nuevo fue alcanzando su madurez en aquella zona tradicional que le vio nacer y fueron el rápido desarrollo y la fortaleza alcanzadas, lo que permitió que en 1955 se mudara hacia otra zona cercana, donde hasta hoy se mantiene: el barrio Ceibal.
Para 1948 el club ya estaba en la A como le dicen a la Primera División de Salto y varios miembros del plantel fueron convocados a la selección departamental, entre ellos, Mario Malaquina, José Chandía, Ramiro Chúa. Para 1948 integra, junto con otros clubes, la divisional A de la Liga Salteña de Fútbol.
Otros jugadores destacados que salieron de Salto Nuevo fueron José González, Nelson Telechea, Julio Fernández y Pablo Nicolas Fonseca.
A finales de la década de 1950 el equipo regresa a la Primera División con el apoyo de sus fuerzas básicas, gracias al trabajo de su entonces presidente, Juan Barboza. Por la notoriedad del trabajo de su cantera de jugadores, al club también se lo conoció en ese tiempo como La Academia.

### sigloXXI
El nuevo siglo fue de profundos altibajos en la historia del conjunto del Sur. En 1999 Salto Nuevo había logrado ascender a Primera División, mediante un histórico enfrentamiento de "repechaje" frente a Chaná, que terminó con triunfo de La Academia en tanda de penales, en el partido de desempate jugado en el Estadio Dickinson. Entonces, el club se sumergió y los problemas económicos fueron cada vez más grandes, al punto que fue embargado y la justicia se llevó los arcos del Estadio Gustavo Ferraz. La crisis deportiva se agudizó y en la Liga 2006 de esa divisional, el equipo terminó 10º con 19 puntos (5 triunfos, 4 empates y 11 derrotas) salvándose así del descenso por 1 punto gracias al empate a 2 en la última fecha ante Ferro Carril.
En la temporada siguiente, el equipo resurgió y salió subcampeón de la Liga 2007 con una campaña inversa: 47 puntos, producto de 15 victorias, 2 empates y 5 derrotas. Salto Nuevo luego sería clasificado a la Liguilla, con solo 5 partidos perdidos en el año, en esa misma liguilla no conseguiría ningún punto lo cual no le dio para clasificar a la Copa El País. En el equipo se destacarían jugadores como Adrian Acosta, Tomas Torres, Angelo Lombardo y Gabriel Ferreira, entre otros. Con un tiempo el equipo se rearmaría y saldría campeón de la Liga Salteña de Fútbol 2010 con 53 puntos (16 victorias, 5 empates y 1 derrota) en una campaña notable del equipo del Sur de la mano del técnico Jorge cacho Blanco. Esta misma base de jugadores serían sensación en la Liga 2010 de Primera División, donde Salto Nuevo salió campeón y alcanzó la clasificación a la Copa El País 2011 por primera vez en su historia.
En el año 2011 fue un retroceso finalizando en la posición 7.º sin clasificar a ninguna copa y ni siquiera a la liguilla.

### Copa El País y un debut inmejorable
El 20 de febrero de 2011 debutó en la Copa El País, al enfrentarse en la fase preliminar al Nacional de Rivera. Luego de partidos de ida y vuelta, la serie fue ganada por Salto Nuevo con un marcador global de 5:4. Gracias a este resultado accedió a la fase de grupos de la Copa y se convirtió en el primer club salteño en lograr pasar la fase preliminar desde su implementación en la edición de Copa El País 2007. En el grupo tuvo una buena actuación, finalizando segundo. Venció de local a Wanderers de Artigas y Atlético Florida de Florida, y empató con ambos equipos jugando de visitante; pero perdió ambas veces con Libertad de San Carlos y le alcanzó para avanzar a la siguiente fase. En octavos de final se enfrentó a Punta del Este, que se encontraba invicto hasta ese momento en la copa. En el partido de ida jugado en el Parque Gustavo Ferraz, el resultado iba a ser a favor de Salto Nuevo por 4:2 con dos goles de Acosta y uno de Ferreira, el cuarto gol iba a ser en contra. En la vuelta debían enfrentarse en el Campus de Maldonado, donde un Salto Nuevo que luchaba la copa y la liga local pondría todo lo que tendría, el resultado iba a ser un empate a 2, con goles de Cristhian De Los Santos y Matias Lemos para Salto Nuevo, el equipo del sur lograba una histórica clasificación a cuartos de final de la Copa El País. Ya en cuartos de final debía enfrentar a Sud América de Mercedes, que hasta esa instancia venia bien. El partido de ida se iba a jugar en el Estadio de Mercedes ante más de 6.000 personas en un estadio repleto, un partido que iba a comenzar caliente. Salto Nuevo iba a conseguir la victoria por 1:0 terminando con 10 hombres Salto Nuevo y Mercedes con 9. El partido de vuelta terminaría complicado para el verde y blanco porque Sud América iba a conseguir el 2:1 a falta de 9 minutos para el final del partido pero el goleador Angelo Lombardo iba a conseguir de tiro libre el gol agónico a los 88 minutos que pondría a Salto Nuevo en semifinales de la copa más importante del interior de Uruguay. Salto Nuevo iba a ser visitante en el partido de ida ante Bella Vista de Paysandú en el Estadio Artigas. Bella vista hasta ese momento era una de las revelaciones de la copa. Un partido intenso de mucha lucha y muy emocionante que terminó con un resultado a favor de Bella Vista por 2:1 y dejaba abierta la serie. En la vuelta jugada el 10 de mayo de 2011 en el Estadio Dickinson por problemas eléctricos en el Estadio Ferraz. Ante más de 6.150 personas Salto Nuevo iba a quedar eliminado, el partido iba a terminar 4:3 a favor de Salto Nuevo, lo cual no le daría por los goles de visitante que hizo Bella Vista. Salto Nuevo de una gran campaña en esta copa quedó eliminado en semifinales en uno de los mejores debut de copa que se ha visto en años.

### Juveniles
Salto Nuevo siempre tuvo ayuda con las inferiores del club, haciendo un proyecto largo con Martín Suárez, Carlos Samit y Fernando Da Costa.
Para la temporada 2016 el conjunto albiverde tenía que afrontarla en la "A". Luego del ascenso conseguido en la temporada pasada. En 2016 el equipo de a poco se fue rearmando con el trabajo de Carlos Samit y Fernando Da Costa en sub-15 teniendo buenos resultados, resaltando como figura a Ernesto Samit capitán del equipo. (No llegan a liguilla).
Ya en sub-18 con trabajo de Suárez lograron llegar a la liguilla, perdiendo un solo partido frente a su tradicional rival Ceibal 3-1.
2017 presente año, la sub-15 albiverde tuvo mal arranque, con derrotas y empates. Con lista de jugadores totalmente nueva, entre ellos Nathaniel Romby, José Kurovksky, Luciano Bravo, Bruno Trindade, entre otros. La sub-18 ya con otro pie arrancó con Muchas victorias y solo una derrota.

## Hinchada
La barra de aliento de su hinchada se autodenomina La Banda Del Verde (LBDV)" o "La 22" Es una de las hinchadas con más gente de la ciudad de Salto. Tiene fuerte rivalidad principalmente con el Club Atlético Ceibal (La 12) de su vecino barrio, y en menor medida con River Plate de Salto (Las sombrillitas). Es una de las hinchadas más grande del departamento, gracias a toda la gente que convoca partido a partido.

## Uniforme
- Uniforme titular: Camiseta a franjas verticales verdes y blancas, pantalón blanco, medias blancas.
- Uniforme Portero: Camiseta Celeste (Titular) Rosada (Suplente)

## Datos estadísticos
- 2014: Salto Nuevo campeón liguilla de la "B" Ante Hindú.

- 2015: Salto Nuevo se salva del descenso.

- 2016: Salto Nuevo en la liguilla de la "A"